# Грб Божићног Острва
Грб Божићног Острва је незванични хералдички симбол аустралијске спољашње територије Божићног Острва. Хералдичко рјешење је представљено јавности 14. априла 1986. године, али још никад није добило званичан статус територијалног грба.
Незванични грб острва је свјетло плави штит, на моме је представљена констелација Јужног звезданог крста у бијелом. У истој боји су стилизовани таласи, њих пет испод крста, који симболично потичу из једне базе и у чијој средини се налази слика дрвета са пет стилизованих плавих грана.
Плава боја и таласи симболишу боју Индијског океана који „купа” острво. Јужни крст представља везу са Аустралијом, као и локацију острва на јужној хемисфери свијета.